# Sonja van der Gaast

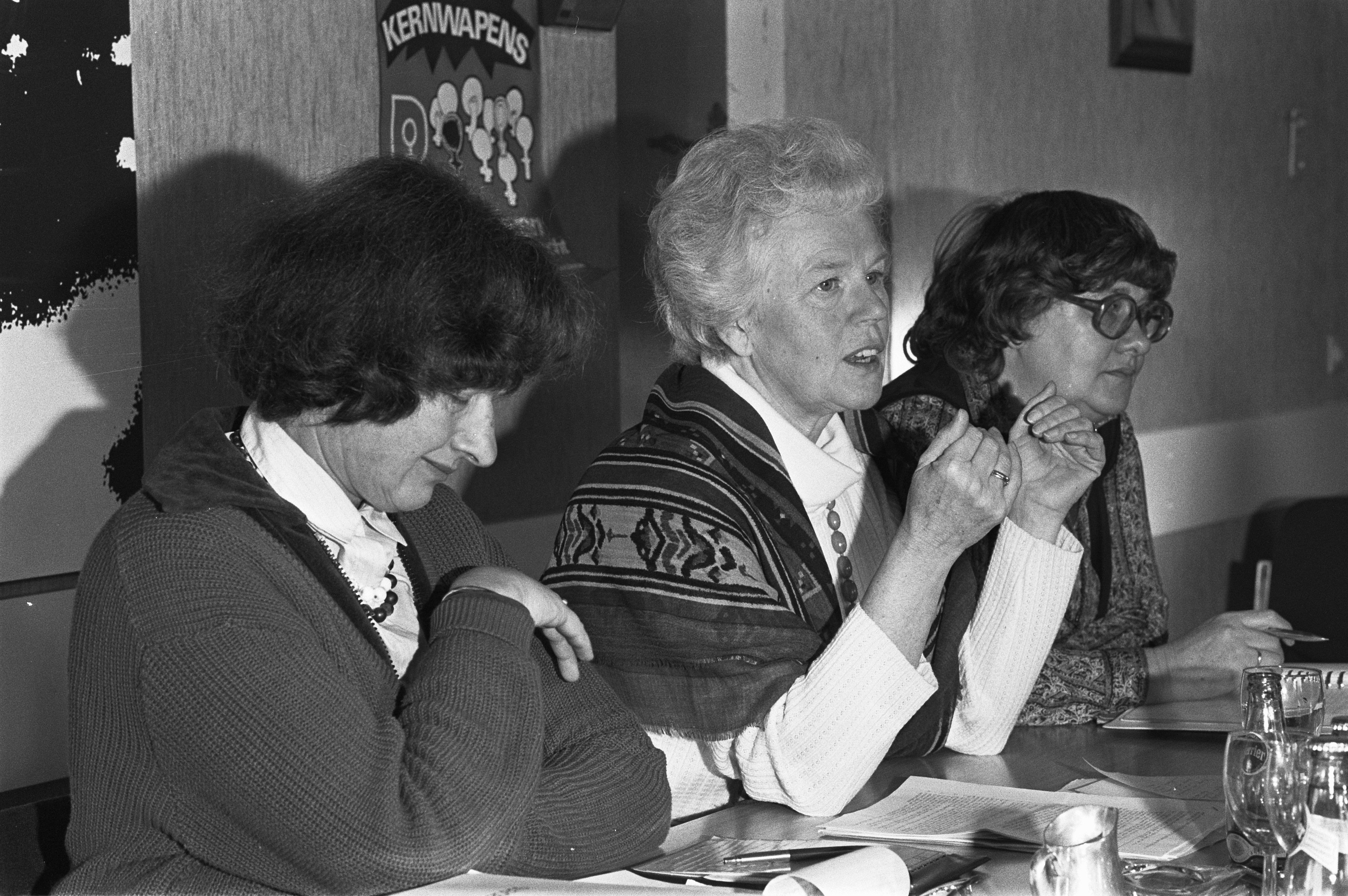
Sonja van der Gaast (links) naast Sienie Strikwerda en Adrienne van Melle-Hermans tijdens een persconferentie, 1981.

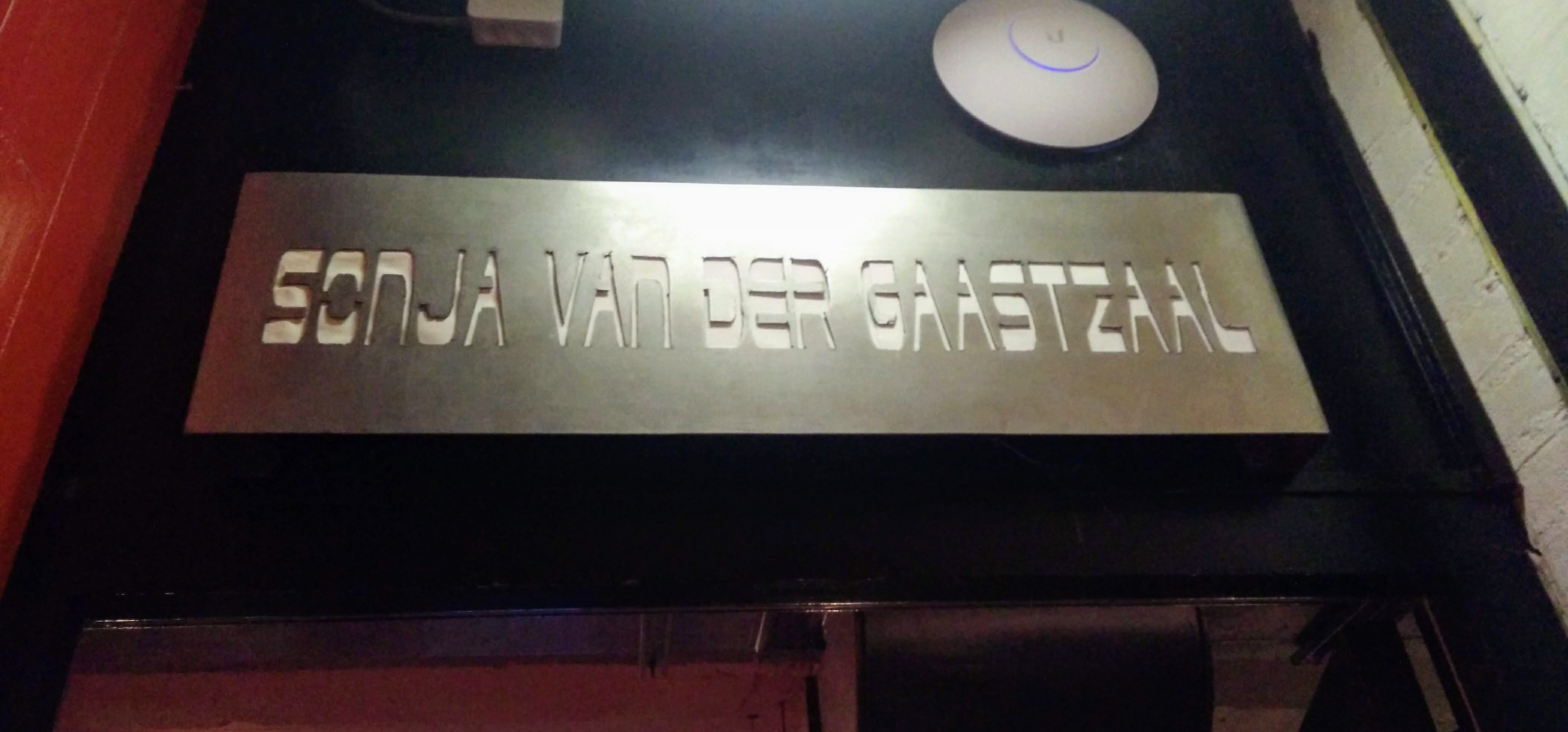
Sonja van der Gaast Zaal

Sonja van der Gaast-Bakker Schut (Ellecom, 4 november 1928 – Utrecht, 10 mei 2018) was een Nederlandse politica en vredes-activiste. Ze was de dochter van civiel ingenieur Frits Bakker Schut (1903–1966) en de zus van advocaat Pieter Bakker Schut (1941-2006).
Van der Gaast groeide op in Arnhem, waar zij na de scheiding van haar ouders woonde met haar moeder en tweede vader. De kiem van haar vredesdenken is in de oorlog ontstaan. Haar politieke interesse bloeide op in Amsterdam waar zij sociografie studeerde. Ze studeerde af in maart 1952. In juni 1952 trouwde zij met de architect Koen van der Gaast.
In 1962 richtte Van der Gaast het Mondiaal Informatie en Actie Centrum (MIAC) op, om bewustwording en actie op te zetten omtrent ontwikkelingsproblematiek. In 1970 was zij betrokken bij de oprichting van het cultureel en maatschappelijk podium de Kargadoor in Utrecht. Als eerbetoon is de grote zaal van de Kargadoor bij het 40-jarig bestaan in 2010 naar haar vernoemd.
Daarnaast was Van der Gaast van 1970 tot 1986 raadslid in Utrecht voor de Partij van de Arbeid (PvdA).  Van 1973 tot 1980 was ze ook lid van het landelijk bestuur van de PvdA. In 1979 was Van der Gaast medeoprichtster van Vrouwen tegen kernwapens, een vrouwennetwerk tegen gewapende conflicten.
- Nederlandse Thesaurus van Auteursnamen: 070468168
- Virtual International Authority File: 284430204
- WorldCat: E39PBJpyrkbYmp6qHcxGQcTCQq